# Notiophygus nigrodorsalis
Notiophygus nigrodorsalis is een keversoort uit de familie Discolomatidae. De wetenschappelijke naam van de soort is voor het eerst geldig gepubliceerd in 1929 door John.